# Mimudea decetialis
Mimudea decetialis là một loài bướm đêm trong họ Crambidae.